# 她面有慍色
《她面有慍色》是一款2019年發行的互動驚悚電子遊戲，由 Rhinotales 开发并于macOS 、 Windows、Nintendo Switch、Xbox One和PlayStation 4   發行。